# Karl Anton Lang
Pour les articles homonymes, voir Lang.
Karl Anton Lang (né le 4 novembre 1815 à Vilsbiburg et mort le 10 avril 1890 à Kelheim) est propriétaire foncier et député du Reichstag. 

## Biographie
Il est élu au Reichstag en 1874 dans la 6e circonscription de Basse-Bavière (Kelheim) pour le Zentrum, dont il est reste député jusqu'en 1887. De 1875 à 1886, il est membre de la chambre des députés de Bavière (de) pour les circonscriptions de Rottenburg an der Laaber et Kelheim.